# Meximia
Meximia is een kevergeslacht uit de familie van de boktorren (Cerambycidae). De wetenschappelijke naam van het geslacht werd voor het eerst geldig gepubliceerd in 1865 door Pascoe.

## Soorten
Meximia omvat de volgende soorten:
- Meximia decolorata Pascoe, 1865
- Meximia perfusa Pascoe, 1865